# Seo Min-woo
Seo Min-woo (en hangul, 서민우; Suseong-gu, Daegu, 8 de febrero de 1985-Gangnam-gu, Seúl, 25 de marzo de 2018) fue un cantante y actor surcoreano, conocido por haber sido miembro de la boy band surcoreana 100% bajo la agencia TOP Media, ejerciendo de líder y vocalista.

## Biografía

### Predebut
En 2009, Minwoo apareció durante la promoción de Andy Lee para su canción «Single Man», junto con el segundo integrante de Jumper, Park Dong-min. Minwoo también fue un actor. Protagonizó el drama de KBS2 Sharp 3 (2006), el drama de SBS The King and I (2007), también hizo un cameo para New Tales of Gisaeng en el episodio doce y en dos películas, Crazy Waiting (2007) y Where Are You Going? (2009).

### 2013:Love and War 2y debut en 100%
En 2013, Minwoo hizo un cameo en el drama de KBS2, Marriage Clinic: Love and War 2.
Minwoo fue elegido como miembro del grupo 100%, el cual debutó en septiembre de 2012 bajo la discográfica TOP Media, con su primer álbum We, 100%.

### 2014: Servicio militar
El 4 de marzo de 2014, Minwoo comenzó su servicio militar. Se alistó como un soldado. Minwoo terminó su servicio militar obligatorio después de 21 meses, el 4 de diciembre de 2015.

### Muerte
El 25 de marzo de 2018, Minwoo murió debido a un paro cardíaco en su casa en Gangnam-gu, donde fue encontrado sin pulso. La policía llegó a la escena pero fue declarado muerto.